# Auditório de Calvino
O Auditório de Calvino , em Genebra na Suíça, que na origem foi um  lugar de culto cristão conhecido como Capela da Nossa Senhora a Nova, é hoje um edifício destinado ao culto protestante.

A capela que está situada mesmo ao lado da Catedral de Genebra. ocupou um lugar significativo durante a Reforma protestante pois está associada aos sermões de João Calvino, Teodoro de Beza e João Knox. 
É um edifício austero de arquitectura gótica construído no Século XV como igreja Mariológica no local onde se encontrava um santuário do Século V.
Em 1536, com o advento da Reforma em Genebra, Calvino dessagrou-a  e fez um auditório onde ele pregava a sua teologia reformadora.
Segundo a tradição de Calvino, o auditório é utilizado em diferentes línguas e assim todos os Domingos a sala acolhe reuniões da Igreja Reformada Holandesa e Italiana assim como uma congregação da Igreja da Escócia.

## Ligações Externas
- «Auditoire de Calvin (Genève Tourisme)» (em francês)